# Caroline, Alberta
Caroline är en ort i Kanada.   Den ligger i provinsen Alberta, i den centrala delen av landet, 2 900 km väster om huvudstaden Ottawa. Caroline ligger 1 079 meter över havet och antalet invånare är 501.
Terrängen runt Caroline är platt. Trakten runt Caroline är nära nog obefolkad, med mindre än två invånare per kvadratkilometer.. Det finns inga andra samhällen i närheten.
Omgivningarna runt Caroline är en mosaik av jordbruksmark och naturlig växtlighet.